# Lamothe (Landes)
Lamothe é uma comuna francesa na região administrativa da Nova Aquitânia, no departamento de Landes. Estende-se por uma área de 12,63 km². Em 2010 a comuna tinha 311 habitantes (densidade: 24,6 hab./km²).